# 小橋停留場
小橋停留場（こばしていりゅうじょう）は岡山県岡山市中区小橋町一丁目および小橋町二丁目にある岡山電気軌道東山本線の停留場である。駅番号はH07。

## 歴史
- 1923年（大正12年）7月9日：西大寺町 - 東山間開通と同時に開業。
- 2001年（平成13年）11月11日：当電停で人身事故が発生する[2]。

## 構造
道路幅の問題からホームはなく、道路上に安全地帯として停留場を示す枠標示が、付近の電信柱に駅名を示す照明があるのみの「平面電停」である。このため、車道脇（岡山駅前行きならば中国銀行小橋支店前）に時刻表が掲示されている。旅客はその付近に待機し、電車が到着してから道路を渡って乗降しており、歩道側で待機するよう看板も設置されている。
2001年（平成13年）11月11日に、当駅で道路上の枠標示内に待機していた高校生の集団に自動車が突っ込み、高校生が多数負傷する事故があり、危険であるとして改善を求められたが、道路が狭くホームやマウンドアップの設置ができなかった。スペース確保のため単線化の検討もされたが、ラッシュ時の対応等のため実現不可能とされた。次善策として付近の照明の増設や、中国銀行の敷地内に屋根付きの待機所の設置が行われた。また、当駅と、当駅と同様の構造の中納言停留場に停車する時は、電車内にて「車にご注意下さい」というアナウンスが流され、乗客に対して注意喚起がなされている。

## 周辺
- 岡山県道28号岡山牛窓線
- 小橋（旭川にかかる橋）
- 両備バス「小橋」バス停
- 岡山市民文化ホール
- 内山工業
- 中国銀行小橋支店
- 国清寺
- 三木記念文化ホール（県庁通り停留場からも最寄）

## バス路線
小橋交差点南側に「小橋」バス停がある。
Harecaの場合に限り、岡山電気軌道の路面電車（岡山駅前・県庁通り方面）と両備バス（平井・沖元・津田・西大寺方面）を、小橋停留場（小橋交差点東側）と小橋バス停（小橋交差点南側）で乗り換えた場合、乗換を含んだ乗車区間を全てバスで乗車したものとして運賃計算する。
乗り入れるバス会社
- ■両備バス（両備ホールディングス）

### 小橋
※すべて一般路線。
- 平井・沖元・津田方面
  - 両備バス
    - 347：西大寺
- 岡山市街方面
  - 両備バス
    - 001：岡山駅

## 隣の停留場
岡山電気軌道
■東山本線
西大寺町・岡山芸術創造劇場ハレノワ前停留場 (H06) - （臨）京橋停留場 - 小橋停留場 (H07) - 中納言停留場 (H08)